# 星になれ ヴェーダの騎士たち
『星になれ ヴェーダの騎士たち』は、HYBE IMより配信されているPCおよびスマートフォン用ゲームアプリ。開発会社はFLINT。同社が開発し、Com2uS Holdingsより配信されている『ドラゴンスラッシュ』の続編であり、前日譚となっている。

## 概要
2024年3月5日に事前登録を開始し、同年4月2日よりサービスを開始した。ジャンルはベルトスクロール形式の2DアクションRPGとなっている。
グローバル地域向けにサービスされており、インターフェイスは8言語に対応し、音声は日本語と韓国語に対応している。
リリース後は3週間単位での新規キャラクター追加、1月半単位での小規模エピソード追加、6～8ヶ月で大規模アップデートによるストーリー追加を行うとしている。

## 開発
本作の開発は2016年頃から30人程度のチームで開始され、その後2020年下半期に開発は本格化して90人程度まで増員し、リリース時までに120人程度のチームとなった。前作『ドラゴンスラッシュ』開発時には、技術的問題から実現できなかったベルトスクロールを採用したアクションゲームとして開発された。2Dグラフィックが採用された理由として、ヴァニラウェア社の『オーディンスフィア』や『ドラゴンズクラウン』のように長い間記憶に残るようなゲームを目指したとしている。ダークファンタジー的な世界観に関しては、『ダークソウル』や『ブラッドボーン』、映画『エイリアン』から影響を受けている。また、様々な騎士の力を使う戦闘システムについては、ゲーム『ヴァルキリープロファイル』との類似性を挙げている。キャラクターを入手するガチャなどのUIは、miHoYoのゲーム『原神』を参考にしている。タイトルはガイナックス社のアニメ『トップをねらえ！』のオマージュで、前作開発時に作品の成功を願って命名された。
前作の10年に及ぶ長期サービスの過程で膨大になった世界観を整理するために、過去を舞台とした前日譚として製作された。また、同様に前作がいわゆるパワーインフレによってキャラクターの能力差がつきすぎてしまったことの反省から、ゲームを1年、2年など長期間プレイしていなくてもキャラクターの価値が落ちる事のないようにゲームバランスの設計が行われた。キャラクターのグレードは星4と星5の2種類のみで、ステータス自体は星5のほうが高く設定されているが、スキルの性能やアクション特性などは同等になるように調整されている。これにより、星4キャラクターのみでもシナリオのエンディングに到達できるように難易度調整が行われている。
サービス開始の時点で、1,800カットのイラストと200カットのアニメーションシーン、5万字に及ぶテキストがフルボイスで実装されている。日本語、英語、韓国語の音声の録音には約2年を要し、インターフェイスは13言語をサポートしている。また、Nintendo SwitchやPlayStationなどのゲームハードでのリリースも検討されている。ストーリーのボリュームは、12冊の本を6～8ヶ月おきに行われる大型アップデートで実装するため、6年ほどの期間を想定している。この間、1ヶ月半の頻度で小規模なストーリーの追加も行われるとしている。
開発当初はFLINTの自社運営を想定していたが、グローバル展開における課題を解決するため、運営はHYBE IMによって行われる事となった。HYBEがFLINTの株式を取得する形で資金投資も行われた。

## ストーリー
主人公はアリア大陸の騎士団に属する兵士の一人。プレニス大陸の狂気王マグヌスの支配を終わらせるための遠征に従軍する。騎士団長エドワードとともに王城ギガントフォールのマグヌスの玉座に辿り着くが、マグヌスの行った儀式により兵士たちは亡者と化し、主人公に襲いかかかる。突如現れた女神ヴェーダ・アストライアが手をかざすと光とともに亡者たちは消滅し、主人公の体内から赤い結晶が現れる。
戦争の女神ヴェーダ・アストライアによって新しい肉体と名前を得た主人公は、女神の13冊目の本の所有者となる。女神の失われた力を取り戻すため、主人公は女神の分身ベル・スノウとともにアストライアの破片である12冊の本を探すことになる。

## 登場人物
主人公
声 - 浦和希（男性）/ 市ノ瀬加那（女性）
ヴェーダ・アストライアにより、失った肉体の代わりに新たな体と名前を得て、「星の力」を操る「ヴェーダの騎士」となった。13冊目の本を与えられ「本の所有者」となり、様々なヴェーダの騎士の力を本に宿して戦う。元々はエドワードと共に戦う兵士の一人だったが、当時の記憶は失っている。
ヴェーダ・アストライア
声 - 石川由依
アリア大陸とプレニス大陸で信仰の対象となっている女神。伝説では星の海を渡りノアに降臨し、人間を支配していた十二巨人を倒し、その後12の破片に砕けたと伝えられている。
破片は12冊の本となり、12人の所有者は十二王国の王となったが、現在それらの本の行方はほとんどが失われている。力を取り戻すために12冊の本の探索という使命を主人公に与える。
ベル・スノウ
声 - 七瀬けろ
主人公をサポートするヴェーダの分身で、羽の生えた妖精のような見た目をしている。主人公のことは「子分1号」と呼んでいる。
マグヌス
声 - 岡井カツノリ（青年期）/ 矢野正明（老人期）
狂気王と呼ばれるプレニス大陸の王。12冊の本の一つ「死の本」を継承してニザレム王国の王となった。王都ギガントフォールで行った儀式により城には巨大な「死の樹」がそびえ立ち、プレニス大陸は亡者たちの徘徊する危険な地へと変貌した。
エドワード・ベハド
声 - 深町寿成
アリア大陸ロイド法王庁のテュメルン騎士団の団長。マグヌスの息子だが、王妃によってアリアへ逃がされていた。若くして騎士団の団長になったため、年の近い主人公の事は気にかけていた。
フィナール・ヨハネス
声 - 中野泰佑
トッドバーグを守るボーデン騎士団の団長。欠片の一つ、ヴェーダの心臓を探している主人公に助言を与える。ボーデン騎士団は本の所有者の一人ボーデン・カルエンの名にちなんで命名された。
ライオネル・ライアングレイ
声 - 阿座上洋平
トッドバーグを守るボーデン騎士団で防衛隊長をしている騎士。
レオン
声 - 榎木淳弥
マグヌスの暴政に対抗するために幼馴染のラニ、ヤンコと共にグランリーベル正義団を組織して戦った戦士。
ラニ
声 - 和氣あず未
レオンと共に戦った光の力を操る魔法使い。正義団の隊員からは仲裁者と呼ばれた。
ヤンコ
声 - 三瓶由布子
レオンと共に戦った機械工。機械仕掛けの自動弓で攻撃する。
クサンティア
声 - 森下千咲
アリア大陸のタイタンズ帝国の魔法使いたちが暮らす、賢者の塔からやって来た少女。ボーデン・カルエンに反逆して封じられたとされるローグワンの痕跡を封印の牢獄で探している。
サンサール
声 - 秋元彩映
プレニス大陸の小国バルカンの戦士。マグヌスに嫁いだはずのバルカンの王女ジャヤ・クラウンに仕える父のシークを探している。バルカンの血族はオーバーロード、獣の血の末裔と言われている。
セイヤ・セイン
声 - 悠木碧
アリア大陸でヴェーダを信仰するロイド法王庁の救援騎士団の騎士。騎士団長の命令によりプレニス大陸にやって来た。
アルバート・ローヴェハルト
声 - 新井拓人
セイヤと行動を共にする救援騎士団の騎士。
ソリン・ウローラ
声 - 桑原由気
救援騎士団の騎士であり、法王庁のアイドル的存在となっている少女。騎士団長マスター・アレイソンの命を受け、エドワードとニザレム大司教を保護するため、セイヤ、アルバートと行動を共にする。
オルリック
声 - 矢野正明
プレニス大陸の辺境に位置するカステリ王国の女王に仕える黄金騎士団の騎士。親友のマルテル・アイアンサイドに会うためにニザレムにやって来た。
マルテル・アイアンサイド
声 - 深町寿成
カステリ王国出身の騎士。若き日のマグヌスに仕え、聖都エルサライムの奪還で功績を上げた。
魔女
声 - 小若和郁那、ファイルーズあい、新藤みなみ
若き日のマグヌスとマルテルに予言を授けた三人の魔女。マグヌスを巨人の子孫と呼び、死の本を持つ彼を強奪者の血と呼んだ。そして彼が獣の血と交わることで三つの血統を引いた彼の子は「すべての生ける者と死せる者の王」に生まれ変わると予言した。
オーバーロードヴァシリー
声 - 境珠理
ホワイトヘルの入口、聖都エルサライムで若き日のマグヌスが出会った巨大な白いドラゴン。マグヌスが持つ死の本を「強奪者の武器」と呼び、憎しみをあらわにする。マグヌス自身が人を超えた真の王になるためにギガントフォールの地下にある太古の聖域「黒い子宮」について教える。法王庁からはバスタードラゴンと呼ばれている。
アリン・ランクレン
声 - 日笠陽子
アバグネイル・ランクレンの最後の末裔と呼ばれ、「闇夜のレディ」として知られる。法王庁にさらわれたランクレン家の子供たちを探している。

## 楽曲
本作のグローバルモデルを務める平手友梨奈のほか、SEVENTEENのメンバーなどHYBE所属のアーティストが歌唱を担当している。
メインテーマ
絶望の女神
歌 - 平手友梨奈、作詞 - Kanon、作曲 - 椎名豪
Goddess of Despair
歌 - HOSHI（SEVENTEEN）、作詞 - Kanon、作曲 - 椎名豪
エンディングテーマ
Lonely Stars
歌 - SEUNGKWAN（SEVENTEEN）、作詞・作曲 - 源田爽馬、岡嶋かな多